# Simulium polare
Simulium polare är en tvåvingeart som beskrevs av Rubtsov 1940. Simulium polare ingår i släktet Simulium och familjen knott. Inga underarter finns listade i Catalogue of Life.